# Llista de chasmata de Titània
En aquest article només es mostra els noms oficials aprovats per la Unió Astronòmica Internacional (UAI).
Aquesta és una llista de chasmata amb nom de Titània. Les chasmata de Titània porten els noms de personatges femenins i llocs de les obres de l'escriptor anglès William Shakespeare.
La latitud i la longitud es donen com a coordenades planetocèntriques amb longitud est (+ Est; 0-360).
| Chasma           | Coordenades                          | Diàmetre (km) | Epònim                                           | Ref.  |
| ---------------- | ------------------------------------ | ------------- | ------------------------------------------------ | ----- |
| Belmont Chasma   | 8° 30′ S, 32° 36′ E / 8.5°S,32.6°E   | 258           | Lloc de l'obra de teatre El marxant de Venècia.  | WGPSN |
| Messina Chasmata | 33° 18′ S, 335° 00′ E / 33.3°S,335°E | 1.492         | Lloc de l'obra de teatre Molt soroll per no res. | WGPSN |